# 哈茨堡 (密蘇里州)
哈茨堡（英語：Hartsburg）是位於美國密蘇里州布恩縣的村。

## 人口
根據2020年美國人口普查的數據，哈茨堡的面積為0.56平方千米，皆為陸地。當地共有人口133人，而人口密度為每平方千米238人。